# Glaucolepis sanctibenedicti
Glaucolepis sanctibenedicti is een vlinder van de familie van de dwergmineermotten (Nepticulidae). De wetenschappelijke naam is voor het eerst gepubliceerd in 1979 als Trifurcula sanctibenedicti door Josef Wilhelm Klimesch.

## Verspreiding
De soort komt voor in Spanje en Algerije.

## Biologie
De rups leeft in en van het blad van Bupleurum fruticecescens (Apiaceae) en maakt een gangmijn. De verpopping vindt buiten de mijn plaats.